# الأزمة المالية الآسيوية (1997)

الدول الأكثر تأثُّراً بالأزمة المالية الآسيوية لعام 1997.

الأزمة المالية الآسيوية هي فترة تأزُّم مالي أصابت معظم قارة آسيا بدءاً من شهر يوليو عام 1997، وتسبَّبت بمخاوف من تحوُّلها إلى أزمة عالمية.
بدأت الأزمة أول الأمر في تايلند في أعقاب انهيار عملة البات التايلندي، إذ أجبرت الحكومة على تعويم البات بعد أن اختفت العملات الأجنبية التي كانت توازن معدَّلات تحويل العملة، لتنقطع الرابطة بين البات التايلندي والدولار الأمريكي. كانت هناك جهودٌ حثيثة لدعم البات التايلندي في وجه انعدام التوازن المالي الشديد، والذي كانت تجارة العقارات الحقيقية أحد أسبابه البارزة. كانت تايلند تتحمَّل في ذلك الحين عبء ديون خارجية، ممَّا قاد الدولة إلى حالةٍ من الإفلاس، ليتبع ذلك انهيار عملتها. انتشرت الأزمة لاحقاً، وبدأت عملات كامل جنوب شرق آسيا وكوريا الجنوبية واليابان بالسقوط، وانخفضت أسعار البورصة المالية وكافَّة المنتجات، مقابل ارتفاعٍ هائل في القروض الخاصَّة.
كانت أكثر البلدان تأثُّراً بالأزمة المالية الآسيوية هي إندونيسيا وكوريا الجنوبية وتايلند، تليها بدرجةٍ أقل ماليزيا والفلبين ولاوس وهونغ كونغ، وكذلك الصين وتايوان وسنغفورة وبروناي وفيتنام، وقد عانت جميعها من انخفاض الطلب والثقة في السوق على مستوى المنطقة بأسرها.
ارتفعت نسبة الديون الأجنبية بالنسبة للناتج المحلي الإجمالي من 100% إلى 167% في اقتصادات اتحاد دول جنوب شرق آسيا (آسيان) الكبرى بين عامي 1993 و1996، لتجتاز 180% خلال أسوأ مراحل الأزمة. ارتفعت النسبة في كوريا الجنوبية من 13% إلى 21%، ووصلت فيما بعد حتى 40%، فيما أن الدول الصناعية الجديدة الشمالية الأخرى كانت نسبتها أفضل بكثير.
رغم أنَّ معظم حكومات آسيا سنَّت ظاهرياً سياسات مالية لمكافحة الأزمة، فقد أطلق صندوق النقد الدولي برنامجاً كلفته 40 بليون دولار أمريكيٍّ لدعم اقتصادات إندونيسيا وتايلند وكوريا الجنوبية، وهي أكثر الاقتصادات تأثُّراً بالأزمة، حيث كان الهدف من هذه الخطوة كبح الأزمة عن التحوُّل إلى أزمة مالية عالمية. رغم ذلك، لم تساعد هذه الجهود كثيراً بإعانة اقتصاد إندونيسيا المحلي، وقد اضطرَّ إثر ذلك الرئيس الإندونيسي سوهارتو إلى الاستقالة في 21 مايو عام 1998 بعد ثلاثين عاماً من الحكم المتواصل، وذلك إثر احتجاجات عارمةٍ أعقبت ارتفاع الأسعار في البلاد. بدأت آثار الأزمة بالانخفاض مع عام 1998. في العام ذاته، انخفض معدَّل نمو اقتصاد الفلبين إلى قرابة الصّفر. لم تستطع سوى سنغافورة وتايوان الاحتماء إلى حدٍّ ما من الأزمة، إلا أنَّ كليهما واجها أضراراً كبيرة، خصوصاً سنغافورة الواقعة بين ماليزيا وإندونيسيا المتضرّرتين. رغم ذلك، رأى الاقتصاديون إشاراتٍ بحلول عام 1999 إلى أن اقتصادات آسيا آخذةٌ بالتعافي. منذ الأزمة المالية الآسيوية، بدأت اقتصادات آسيا تعمل على موازنة نفسها عبر المراقبة المالية المستمرَّة.

## الفقاعات الائتمانية وأسعار الصرف الثابتة
تُعد أسباب الكارثة عديدة وموضعًا للخلاف. تطور الاقتصاد التايلندي ليصبح فقاعة اقتصادية تمولها أموال المضاربة. زادت المتطلبات مع ازدياد حجم الفقاعة. حصل الأمر نفسه في ماليزيا وإندونيسيا وأدى إلى تفاقم إضافي كان يدعى «رأسمالية المحسوبية». كان تدفق المال قصير الأجل باهظًا وبشروط عالية لتحقيق الربح السريع. ذهبت أموال التنمية بطريقة غير محكمة فوصلت لبعض الناس فقط، وهم ليسوا بالضرورة الأكفأ أو الأنسب وإنما الأقرب إلى مراكز القوة.
في منتصف التسعينيات، أُصيبت تايلند وإندونيسيا وكوريا الجنوبية بحالات عجز كبير في الحساب الجاري الخاص، ما اقتضى الإبقاء على سعر صرف الاقتراض الخارجي، وأدى إلى تعرض كبير لخطر الصرف الأجنبي في قطاعات الشركات والقطاعات المالية.
وفي منتصف تسعينيات القرن العشرين، تسببت سلسلة من الصدمات الخارجية بتغيير البيئة الاقتصادية. تأثر النمو سلبًا بانخفاض قيمة الرنمينبي الصيني والين الياباني بسبب اتفاق بلازا لعام 1985، وارتفاع معدلات الفائدة الأميركية ما أدى إلى ازدياد قوة الدولار الأميركي، والهبوط الحاد في أسعار أشباه الموصلات. حالما تعافى الاقتصاد الأميركي من التراجع الذي حصل في تسعينيات القرن العشرين بدأ المصرف الاحتياطي الفدرالي الأميركي برفع أسعار الفائدة لإيقاف التضخم.
جعل هذا الأمر من الولايات المتحدة وُجهةً استثماريةً مرغوبة مقارنة بالشرق الجنوبي لآسيا التي كانت تجتذب تدفقات الأموال المتضاربة من خلال معدلات فائدة مرتفعة وقصيرة الأجل، ورفَع الأمر أيضًا من قيمة الدولار الأميركي. تأثرت بلدان جنوب شرق آسيا التي ترتبط عملاتها بالدولار إثر ارتفاعه؛ لأنه تسبب بجعل الصادرات أكثر غلاءً وأقل منافسة في الأسواق العالمية. وفي الوقت نفسه تباطأ نمو صادرات جنوب شرق آسيا بشكل كبير في ربيع عام 1996 فتدهور وضع حسابها الجاري.
اعتبر بعض خبراء الاقتصاد أن نمو صادرات الصين هو عامل مسبب لتباطؤ نمو صادرات دول رابطة أمم جنوب شرق آسيا، وذلك بالرغم من اعتقاد هؤلاء الخبراء أن السبب الرئيسي لأزماتهم هو المضاربة العقارية المفرطة. بدأت الصين بالتنافس الفعال مع غيرها من المصدرين الآسيويين خصوصًا في تسعينيات القرن العشرين بعد تطبيق عدة إصلاحات لتحسن الصادرات. شكك بعض خبراء الاقتصاد الآخرين في تأثير الصين، مشيرين إلى أن كلا الصين ورابطة أمم جنوب شرق آسيا قد شهد نموًا سريعًا للصادرات في نفس الوقت من بداية تسعينيات القرن العشرين. يعتقد العديد من خبراء الاقتصاد أن الأزمة الآسيوية لم تنشأ من علم نفس السوق أو التكنولوجيا وإنما من خلال السياسات التي شوهت الحوافز ضمن علاقة المقرض والمقترض. نتجت كميات ائتمان كبيرة وصدر عنها مناخ اقتصادي مرتفع بشكل كبير ودفعت بأسعار الأصول إلى مستويات لا يمكن تحملها. وفي نهاية المطاف، بدأت أسعار الأصول هذه بالانهيار ونتج عنها تخلف الشركات والأفراد عن سداد التزامات الديون.

## الذعر بين المقرضين وسحب الائتمان
تسبب الذعر الناتج في صفوف المقرضين بسحب كبير للائتمان من بلدان الأزمة ما نتج عنه أزمة الائتمان والمزيد من حالات الإفلاس. وبالإضافة إلى ذلك، عندما حاول المستثمرون الأجانب سحب أموالهم، أًغرقت أسواق الصرف بعملات بلدان الأزمة، ما بدوره وضع ضغوط انخفاض القيمة على معدلات صرفهم. لمنع انهيار قيمة العملات،  رفعت حكومات هذه البلدان أسعار الفائدة المحلية إلى درجات مرتفعة للغاية (للمساعدة في وقف هروب رأس المال عن طريق ترغيب المستثمرين بالإقراض)، وتدخلت بأسواق البورصة، فاشترت أي عملة محلية زائدة بسعر الصرف الثابت مع الاحتياطي الأجنبي. لم تتمكن أي من هذه السياسات من البقاء إلى وقت طويل. ألحقت أسعار الصرف العالية جدًا -والتي من الممكن أن تكون ضارة للغاية لأي اقتصاد صحي- الدمار الإضافي للاقتصادات ضمن دولة هشة مسبقًا، بينما كانت المصارف المركزية تنزف من مخزونها الاحتياطي محدود الكمية. عندما أصبح من الواضح أن مد هروب رؤوس الأموال لن ينتهي، توقفت الحكومة عن الدفاع عن أسعار صرفها الثابتة وسمحت بتعويم عملاتها. أدى انخفاض قيمة هذه العملات إلى نمو الخصوم بالعملات الأجنبية بشكل كبير من حيث العملات المحلية، فتسببت بالمزيد من حالات الإفلاس وزادت الأزمة سوءًا.
قلل خبراء اقتصاديون آخرون من دور الاقتصاد الحقيقي في الأزمة مقارنة بالأسواق المالية، ومن بين هؤلاء الاقتصاديون كان جوزيف ستيغلتز وجيفري ساكس. دفعت سرعة تطور الأزمة بساكس وغيره لمقارنتها بحالة الاندفاع لسحب الودائع المصرفية في ظل أزمة خطر مفاجئة. أشار ساكس إلى سياسات مالية صارمة ومقلصة تقوم بها الحكومات بنصيحة من صندوق النقد الدولي في أعقاب الأزمة، بينما أشار فريدريك ميشكين إلى دور المعلومات غير المتماثلة في الأسواق المالية، ما يؤدي إلى «عقلية القطيع» بين المستثمرين فضخمت مشكلة صغيرة في الاقتصاد الحقيقي. وبالتالي اجتذبت الأزمة مصلحة خبراء الاقتصاد السلوكيين المهتمين بعلم نفس السوق. من الأسباب الأخرى المحتملة لصدمة الخطر المفاجئ هو تسليم سيادة هونغ كونغ في الأول من يوليو عام 1997. خلال تسعينيات القرن العشرين، انتقلت أموال المضاربة إلى منطقة جنوب شرق آسيا من خلال المراكز المالية وخصوصًا هونغ كونغ. كان المستثمرون في الغالب جاهلين بالأساسيات الفعلية أو ملفات خطر الاقتصادات المعنية، وحالما اجتاحت الأزمة المنطقة، أدى عدم اليقين السياسي بمستقبل هونغ كونغ وكونها مركزًا ماليًا آسيويًا إلى سحب بعض المستثمرين من آسيا مع بعضهم البعض. أدى هذا التقلص الاستثماري إلى تدهور الأوضاع المالية في آسيا (ما نتج عنه لاحقًا تراجع قيمة البات التايلندي في الثاني من يوليو عام 1997).
أُجريت عدة دراسات حالة إفرادية على موضوع تطبيق تحليل شبكات النظام المالي للمساعدة في تفسير ترابط الأسواق المالية، بالإضافة إلى قوة المراكز (أو العقد الرئيسية). ينتج عن أي عوامل خارجية سلبية تأثير التموج في النظام المالي والاقتصاد برمته (بالإضافة إلى أي اقتصاد مرتبط). اعتقد وزراء خارجية رابطة أمم جنوب شرق آسيا العشرة أن التلاعب المنسق بعملاتهم كان محاولة مقصودة لزعزعة اقتصادات دول هذه الرابطة. اتُهم رئيس الوزراء الماليزي مهاتر محمد جورج سوروس بتدمير الاقتصاد الماليزي بالتكهنات الضخمة للعملة. يدعي سوروس أنه كان مشتريًا للرنجيت الماليزي خلال سقوطه، بعد أن باعه بخسارة في عام 1997. عُقد الاجتماع الوزاري الثلاثون لرابطة أمم جنوب شرق آسيا في سوبانج جايا بماليزيا، وأصدر وزراء الخارجية تصريحًا مشتركًا في الخامس والعشرين من يوليو عام 1997 معربين فيه عن قلقهم الشديد، وطالبوا بالمزيد من التكثيف لشراكات دول هذه الرابطة لحماية وتعزيز مصلحتها بهذا الخصوص.
صادف بنفس اليوم اجتماع رؤساء المصارف المركزية لمعظم البلدان المتأثرة في شنغهاي (الاجتماع التنفيذي لشرق آسيا والمحيط الهادئ) وفشلوا في تفعيل الترتيبات الجديدة للاقتراض. وقبل عام، حضر وزراء مالية هذه الدول الاجتماع الثالث لوزراء المالية في منطقة آسيا والمحيط الهادئ، في كيوتو في اليابان بتاريخ السابع عشر من مارس عام 1996، ووفقًا لذلك التصريح المشترك لم يتمكنوا من مضاعفة المبالغ المتاحة بموجب «الاتفاقية العامة للاقتراض» و«آلية تمويل الطوارئ».
يمكن النظر إلى الأزمة بكونها فشلًا في بناء القدرات بشكل ملائم لمنع التلاعب بالعملة. على أي حال، حظيت هذه الفرضية بدعم شحيح بين خبراء الاقتصاد، الذين يجادلون بأنه لا يوجد مستثمر واحد ذو تأثير كافٍ على السوق للتلاعب في قيمة العملات بنجاح. بالإضافة إلى ذلك، أدى مستوى التنظيم اللازم لتنسيق الهجرة الجماعية للمستثمرين من عملات جنوب شرق آسيا للتلاعب بقيمها إلى جعل هذه الاحتمالية أمرًا بعيدًا.